# Lake Hāwea (Ort)
Lake Hāwea ist ein kleiner Ort im Queenstown-Lakes District der Region Otago auf der Südinsel von Neuseeland.

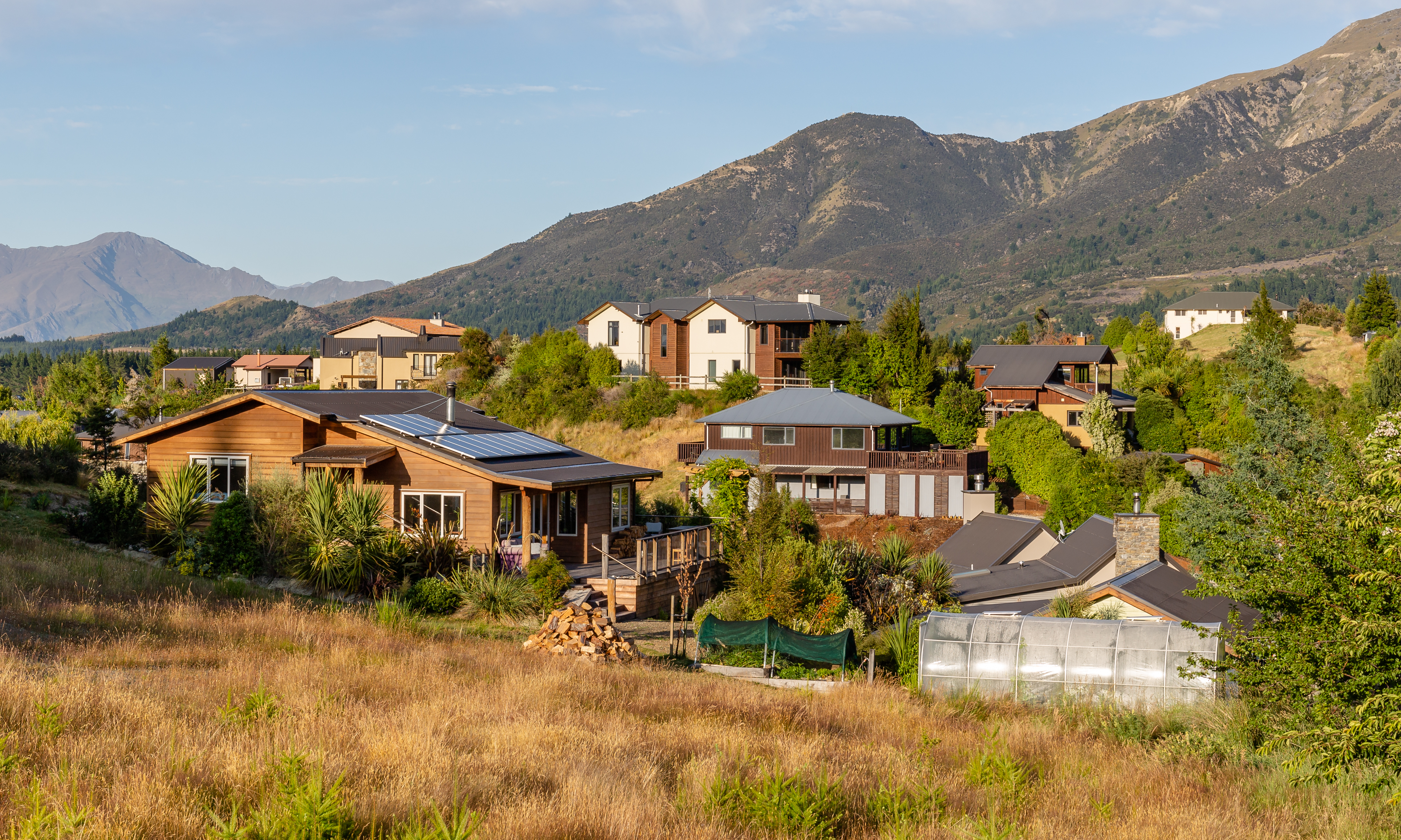
Lake Hāwea (2020)

## Geographie
Der Ort liegt rund 14 km nordöstlich von Wanaka am südlichen Ufer des Lake Hāwea. Der Hāwea River, über den das Wasser des Lake Hāwea abfließt, passiert den Ort an seiner westlichen Seite. Südlich vom Ort Lake Hāwea eröffnet sich eine weite Ebene, die bis zum Clutha River/Mata-Au reicht, während sich westlich und östlich des Ortes die Berge bis auf über 1500 m erheben.
Rund 5 km südöstlich in der Ebene befindet sich die kleine Siedlung Hāwea Flat.

## Bevölkerung
Zum Zensus des Jahres 2013 zählte der Ort 2175 Einwohner, 36,3 % mehr als zur Volkszählung im Jahr 2006.

## Infrastruktur
Lake Hāwea ist über den New Zealand State Highway 6, der direkt westlich an dem Ort vorbeiführt, an das neuseeländische Highway-Straßennetz angebunden.